# Guliston (Sirdaryo)
Guliston (usbekisch in der früheren kyrillischen Schreibweise Гулистон; russisch Гулистан Gulistan; bis 1961 Mirzachoʻl) ist eine Stadt in Usbekistan mit 67.846 Einwohnern (Stand 1. Januar 2009) und Hauptstadt der Viloyat Sirdaryo.
Die Stadt liegt etwa 110 km südwestlich von Taschkent, am südöstlichen Ende der Mirzachoʻl-Steppe und erlangte erst mit dem Einsatz von künstlicher Bewässerung für den Baumwollanbau eine ökonomische Bedeutung.
Auf Basis des Strategy of Action Plans, der von 2017 bis 2021 landesweite Investitionen in Bildung, Energie und Infrastruktur vorsieht, entstanden zahlreiche neue Wohn und -Geschäftsräume, sowie eine neue Parkanlage im Zentrum der Stadt.

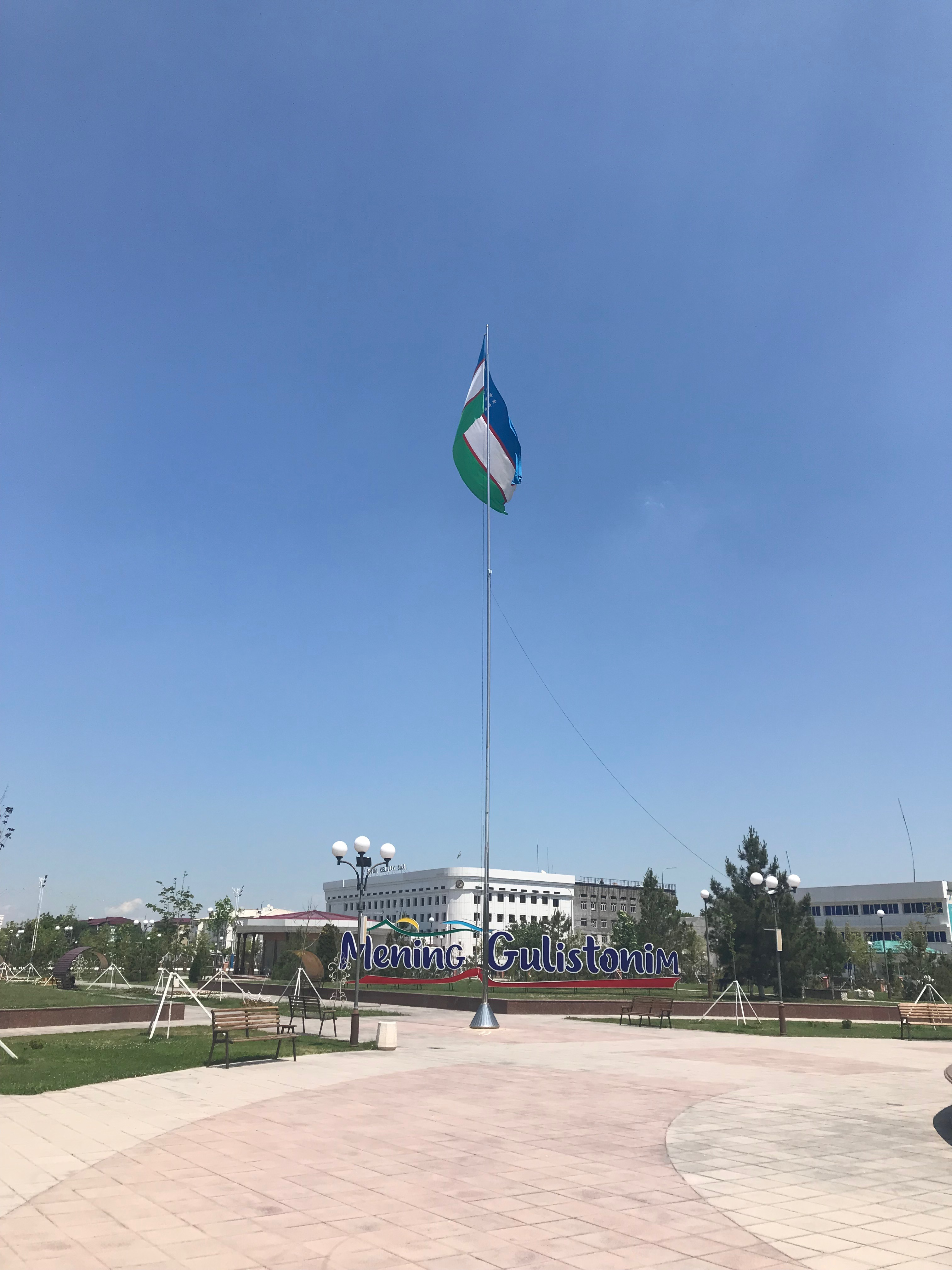
Neugestaltete Parkanlage im Zentrum der Stadt

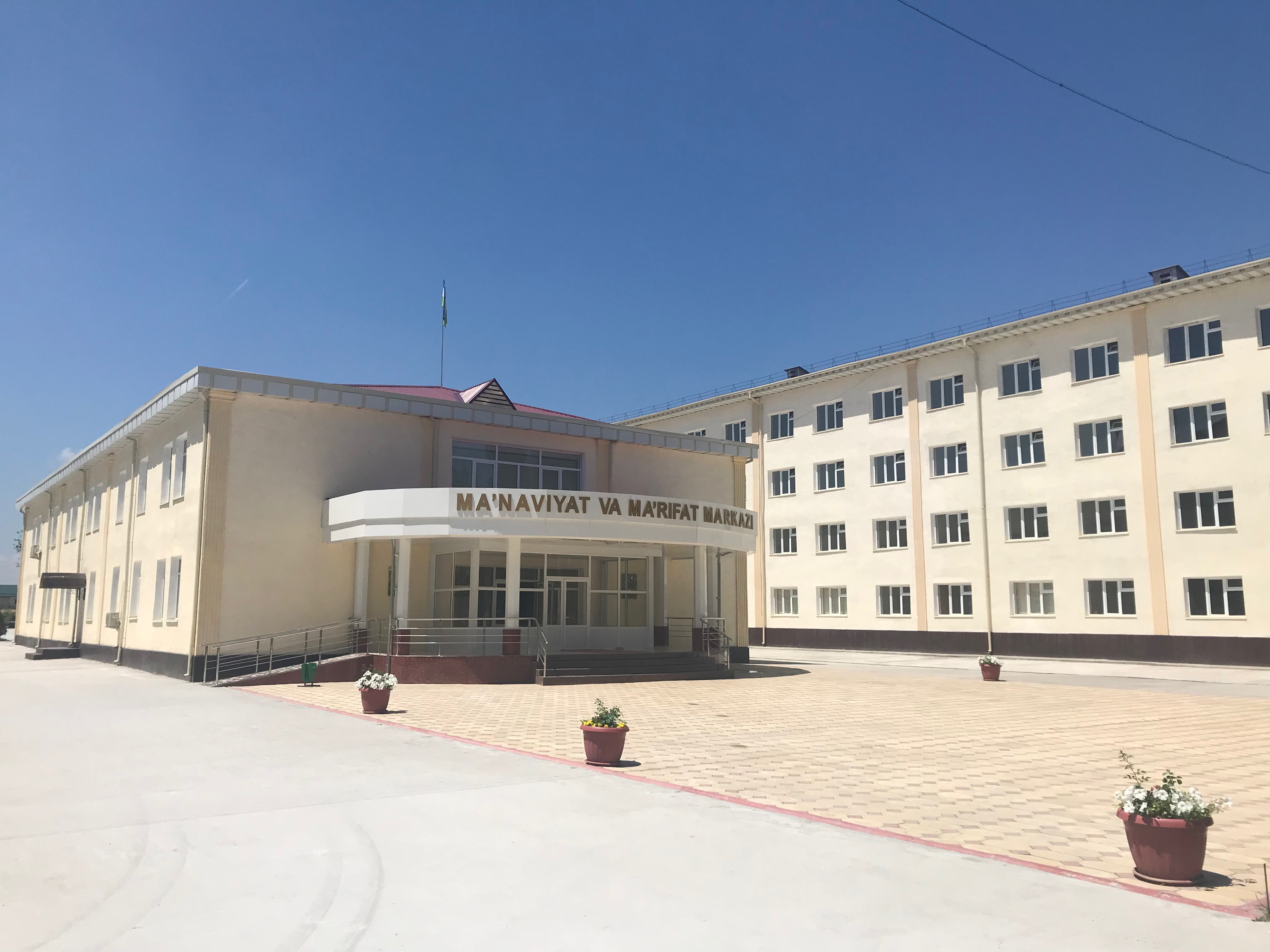
Gulistan State University